# Série dérivée
Ne pas confondre avec la dérivée d'une série de fonctions.
Pour les articles homonymes, voir spin-off et Produit dérivé (marketing).
 (novembre 2018).
Si vous disposez d'ouvrages ou d'articles de référence ou si vous connaissez des sites web de qualité traitant du thème abordé ici, merci de compléter l'article en donnant les références utiles à sa vérifiabilité et en les liant à la section « Notes et références ».

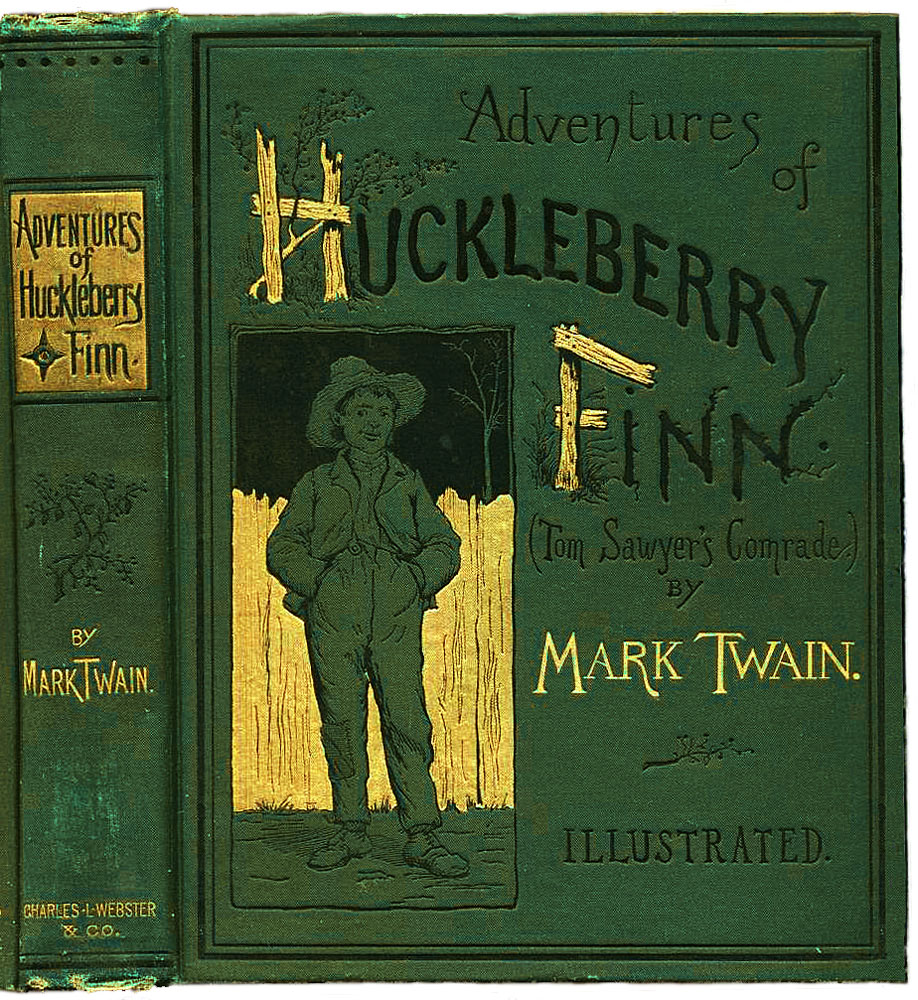
Les aventures d'Huckleberry Finn est une série dérivée du roman Les aventures de Tom Sawyer se concentrant sur Huckleberry Finn

Une série dérivée, ou spin-off (aussi utilisé en français), est une œuvre sérielle de fiction centrée sur un ou plusieurs personnages (généralement secondaires) d'une œuvre préexistante, ayant pour cadre le même univers de fiction plus ou moins proche.
Le découpage d'un récit en séquences, en épisodes, le tout formant une série est un procédé très ancien : la trame narrative d'une cosmogonie illustre parfaitement ce procédé ainsi que ses dérivés : on considère que l'ensemble des histoires tournant autour des dieux d'un panthéon constitue à la fois un univers en soi et une trame sérielle possédant ses dérivés. La littérature profane s'en empare dès le Moyen Âge, puis le théâtre, les journaux et enfin le cinéma, la télévision et le web.

## Histoire et évolution
Lié au développement des médias de masse, le spin-off est l'héritier du roman-feuilleton du XIXe siècle (par exemple, avec La Comédie humaine de Balzac), et d'une manière générale, de toute histoire structurée sous la forme d'épisodes ; cette façon d'écrire et de structurer un récit n'est pas nouvelle, par exemple Les Mille et Une Nuits propose une structure que l'on trouve aussi bien en Orient qu'en Occident (voir par exemple, Boccace ou Geoffrey Chaucer) peu avant la Renaissance.
Le concept est très simple : l'histoire originelle propose une trame narrative, un univers, une galerie de personnages. L'auteur choisit soit d'évoquer ce qui se passe avant la diégèse (« présuite »), soit en parallèle (une histoire B qui prend son autonomie ou totalement inventée par rapport à l'axe dramaturgique d'origine), soit après (une suite mais autonome, ne reprenant pas nécessairement tout ce qui constituait les ressorts de l'intrigue originelle). Dans les années 1860, des auteurs ont choisi d'écrire par exemple une suite au Le Comte de Monte-Cristo, à propos de son fils, lequel n'avait pas du tout été imaginé par Alexandre Dumas. Avec la naissance du cinéma, dès avant 1914, le concept de serial apparaît : certains auteurs s'inspirent d'une œuvre littéraire existante à succès qu'ils adaptent en fonction d'une commande et du public, et prennent des libertés.
Avec l'arrivée de la télévision, ce procédé s'est particulièrement développé aux États-Unis dans le domaine des séries télévisées à succès : par exemple, Les Simpson est issue d'un sketch diffusé dans The Tracey Ullman Show. La série dérivée télévisuelle présente un gros intérêt : la réduction des risques et des coûts de son lancement puisqu'elle bénéficie de la notoriété et de la popularité d'une œuvre préexistante à succès. Elle permet également souvent de retrouver l'esprit, l'ambiance et l'univers de créateurs de séries à succès. Par exemple, Chris Carter, le scénariste des X-Files, a écrit une série dérivée, The Lone Gunmen : Au cœur du complot.
En France la société AB Productions, de Jean-Luc Azoulay, s'est fait une spécialité du spin-off. Ainsi les personnages de Justine Girard et sa sœur Hélène se passent le relai de la série potache Salut les Musclés à Hélène et les Garçons en passant par Premiers Baisers. Hélène génère ensuite trois dérivés, Le Miracle de l'amour, Les Vacances de l'amour et Les Mystères de l'amour.
Boyard Land est l'émission dérivé de Fort Boyard.
Petits secrets en famille est l'émission dérivé de Petits secrets entre voisins.
Les Minikeums est suivi de l'émission dérivé Les Zamikeums avec des marionnettes anthropomorphes.

## Typologie des séries dérivées
- Si vous ne connaissez pas le sujet, laissez ce bandeau (vous pouvez alors contacter les auteurs).
- Si vous supprimez le contenu mis en cause (vous pouvez préalablement contacter les auteurs),

argumentez précisément cette suppression dans la page de discussion
(un manque de référence n'est pas un argument ; une recherche réelle de référence doit avoir été effectuée, être formellement documentée).
On peut distinguer :
- La série dérivée dans laquelle un ou plusieurs personnages d'une série préexistante se voi(en)t attribuer un rôle plus important. Par exemple, Gary Ewing (interprété par l'acteur Ted Shackelford), personnage secondaire du feuilleton Dallas, deviendra l'un des personnages principaux de Côte Ouest, tout comme Sarah Reeves (Jennifer Love Hewitt), de La Vie à cinq, deviendra le personnage central de la série Sarah. Dans ce cas, la série dérivée et la série-mère coexistent de manière indépendante, avec la possibilité de crossover ultérieurs.
- De nouveaux personnages sont spécialement créés dans la série-mère afin de lancer le spin-off. Par exemple, le personnage de Jake Hanson (joué par Grant Show) dans Beverly Hills 90210 n'a été a priori créé que pour lancer Melrose Place, dont il sera l'un des principaux protagonistes. De même, les héros de la série Les Experts : Miami sont d'abord apparus dans un épisode des Experts. Ce cas est retrouvé dans la série dérivée NCIS : Los Angeles où certains héros de la série sont d'abord apparus dans la série mère NCIS : Enquêtes spéciales, et plus récemment dans Arrow, où Barry Allen a été introduit avant d'avoir sa propre série, The Flash.
- Un personnage récurrent d'une série-mère continue d'interpréter le rôle qu'il y tenait après l'arrêt de cette série, dans son spin-off. Un exemple très illustratif est celui du personnage de Joey Tribbiani, interprété par Matt LeBlanc : après l'arrêt de Friends, dont l'action se situe à New York, on est invité à suivre les aventures de Joey à Los Angeles, dans la série Joey.
- Une série dérivée peut aussi être créée à partir d'un univers, d'un thème préexistants dans une autre série, sans que des intrigues ou des personnages soient « partagés » par les deux. C'est le cas des différentes versions de Star Trek ou de Stargate. La terminologie anglo-saxonne emploie parfois alors le terme de « franchise ».
- Une série dérivée peut aussi être créée plusieurs années plus tard comme pour 90210 Beverly Hills : Nouvelle Génération, Melrose Place : Nouvelle Génération et Dallas : Nouvelle Génération qui font suite à Beverly Hills 90210, Melrose Place et Dallas. Elle introduit des personnages de la série originale et de nouveaux personnages. On peut aussi parler de « suite ».
- Une série dérivée peut aussi se passer dans un univers différent reprenant certains personnages, qu'ils soient principaux ou secondaires. On peut alors parler de spin-off hors-série. Dans certains spin-off japonais (Chopperman, Naruto SD Rock Lee : Les Péripéties d'un ninja en herbe), on a affaire à des aventures délirantes dont le public visé n'est pas le même.